# Albino da Milano
Albino da Milano (... – verso il 1199) è stato un religioso e cardinale italiano.

## Biografia
Nacque a Milano e, rimasto orfano in tenera età, venne affidato alle cure di uno zio monaco, che lo avviò alla vita monastica. Venuto a mancargli anche lo zio, riuscì con grandi difficoltà a completare gli studi superiori, anche con l'aiuto di Riccardo, suo compagno e stretto parente (forse fratello), che in seguito divenne vescovo di Orvieto tra il 1179 e il 1201.
Già in questo periodo divenne celebre per una raccolta di estratti dai Padri della Chiesa, dai commenti alle Scritture e dai canoni dei concili, tanto che papa Lucio III lo chiamò a Roma per elevarlo alla dignità cardinalizia. Fu prima cardinale diacono di Santa Maria della Scala dall'agosto 1182 al 10 marzo 1185, poi cardinale presbitero di Santa Croce in Gerusalemme dal 4 maggio 1185 al 18 maggio 1189, partecipò al conclave del 1185, che elesse papa Urbano III, mentre sembra che non abbia preso parte al conclave dell'ottobre 1187 e del dicembre 1187. Fu da ultimo cardinale vescovo di Albano dal 6 giugno 1189 al 12 luglio 1196. Prese parte all'elezione papale del 1191, che elesse papa Celestino III. Morì prima dell'aprile 1199, quando viene citato  Giovanni, il suo successore.

## Successione apostolica
La successione apostolica è:
- Vescovo Savaric FitzGeldewin (1192)